# Грос-Фольштедт
Грос-Фольштедт (нім. Groß Vollstedt) — громада в Німеччині, розташована в землі Шлезвіг-Гольштейн. Входить до складу району Рендсбург-Екернферде. Складова частина об'єднання громад Норторфер-Ланд.
Площа — 9,02 км2. Населення становить 978 ос. (станом на 31 грудня 2020).